# 愛情隧道
愛情隧道（羅馬化：Tunel Kokhannia）位於烏克蘭西北部羅夫諾州的小鎮克莱万，原本只是私人公司送木材到小鎮而建的鐵路，並且不提供載客服務。之後由於隧道被植物包圍的特殊景致，逐漸成為遊客和情侶的熱門景點。全長約5公里。